# 제16회 미국 감독 조합상
제16회 미국 감독 조합상은 1963년 뛰어난 활동을 보인 영화 감독을 기리기 위해 1964년 2월에 열린 시상식이다. 뉴욕, Waldorf-Astoria Hotel에서 개최되었다.

## 수상 및 후보

### 감독상(영화부문)
- 톰 존스의 화려한 모험 - 토니 리처드슨 수상

### 명예상
- Joseph C. Youngerman 수상